# 佛羅倫斯市立劇院

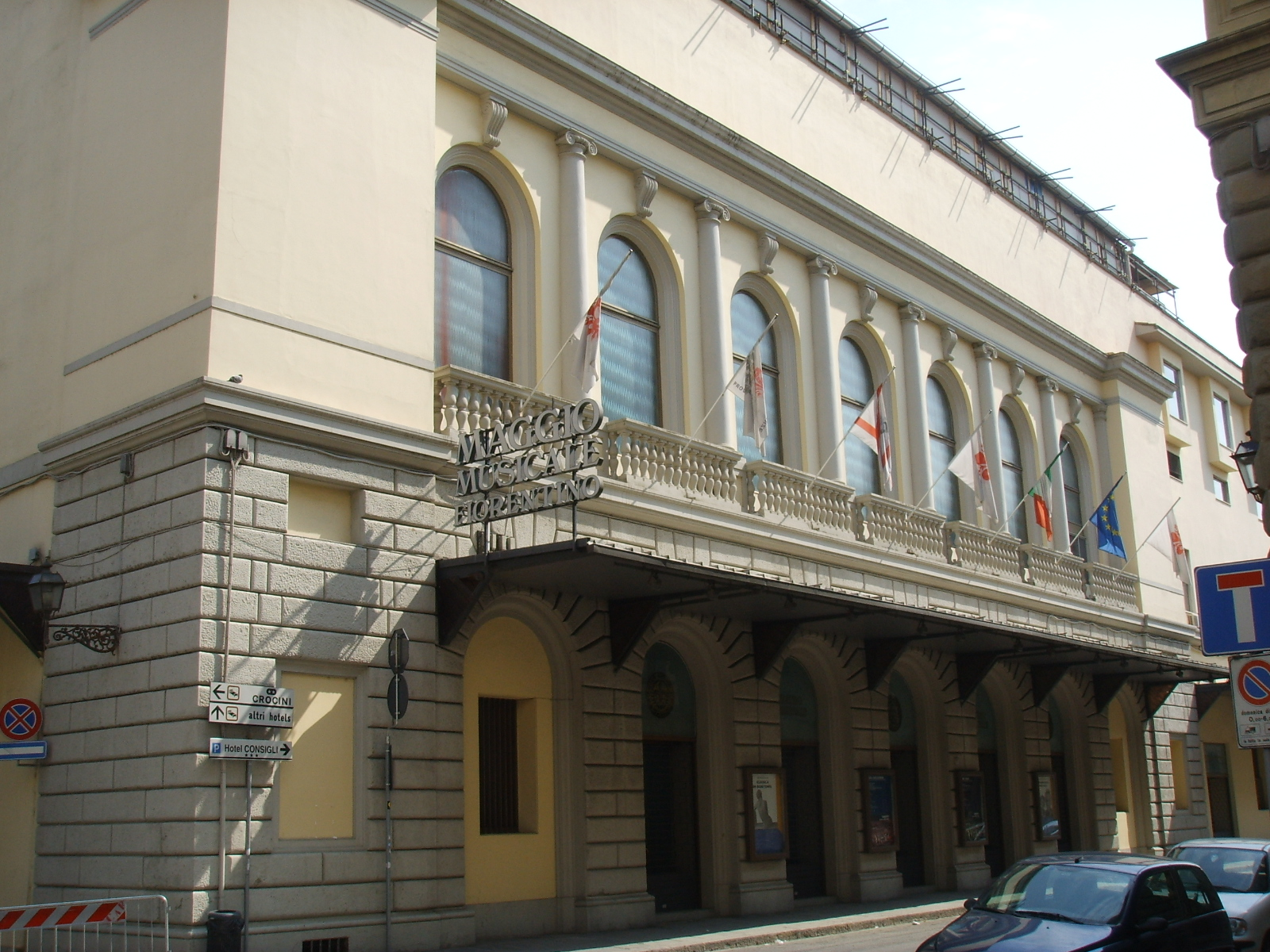
佛羅倫斯市立劇院

佛羅倫斯市立劇院（義大利語：Teatro Comunale di Firenze）是位於義大利佛羅倫斯的一座歌劇院。這座歌劇院曾是一座露天劇院。現在的劇院完成於1862年5月17日，後曾遭火災侵襲，在1864年重新開放。在1882年增設了屋頂，並在1911年完成了供電和供熱。

## 外部連結
- Teatro official website

43°46′30.01″N 11°14′20.47″E / 43.7750028°N 11.2390194°E